# اماداگور
اماداگور (به انگلیسی: Amadagur) یک منطقهٔ مسکونی در هند است که در آندرا پرادش واقع شده‌است.

## خصوصیات
اماداگور ۲۶٬۰۹۳ نفر جمعیت دارد.